# Let L-13 Blaník
Let L-13 Blaník je dvousedadlový kluzák s pevnými nosnými plochami. Výrobcem byl Let Kunovice.

## Historie

### Vývoj
Vývoj začal v roce 1954 v konstrukční kanceláři Výzkumného a zkušebního leteckého ústavu VZLÚ v Praze-Letňanech pod vedení hlavního konstruktéra Ing. Karla Dlouhého. Dva prototypy byly dokončeny v roce 1956 v prototypové dílně VZLÚ ve Vysočanech u závodu Aero a v březnu stejného roku byl zalétán první z nich. Dokumentaci a výrobu převzala v roce 1957 továrna Let Kunovice se změnami, které provedla ještě konstrukce VZLÚ – zkrácení přední části trupu, nahrazení ostruhového kolečka kluznou botkou a přestavba ocasních ploch na sklopné pro snadnější hangárování a transport.

### Sériová výroba
První kusy ze sériové výroby byly zalétány na konci roku 1958. Výroba byla ukončena v roce 1978 a celkem bylo vyrobeno 2616, z nichž většina stále létá ve více než 40 zemích světa. Tím se řadí mezi nejúspěšnější výrobky československého leteckého průmyslu. V letech 1981–1982 byla vyrobena menší série modernizované verze L-13A s pevnějším nosným systémem. Dalšími úpravami vznikl v roce 1988 nový typ Let L-23 Super Blaník.

### Pozastavení letů
Po nehodě kluzáku L-13 Blaník v Rakousku, ke které došlo 13. června 2010, rozhodla Evropská agentura pro bezpečnost letectví (EASA) o pozastavení letecké způsobilosti všech L-13 a L-13A s účinností od 3. září 2010. V Česku získala část kluzáků výjimku a mohla být provozována až do dubna 2011. Později byla pro část kluzáků L-13A obnovena letecká způsobilost, většina strojů však stále nemůže létat; pro získání způsobilosti kluzáku je potřeba aplikovat modifikaci a dodatečné vyztužení nosníku křídla (vyvinula firma AD&C). Dle zprávy České televize ze dne 22. 5. 2016, je cena přestavby přibližně 400 000 Kč a přepočtu na letovou hodinu vyjde na 200 Kč. Takto je přestavěno již 11 strojů na území ČR. Dalších 244 dosud na přestavbu čeká.

## Charakteristika
L-13 Blaník je kluzák určený k výcviku základní a vyšší pilotáže. Pro své vynikající letové vlastnosti byl a je u pilotů velmi oblíbený. Posádka kluzáku sedí v tandemovém uspořádání za sebou.

## Konstrukce

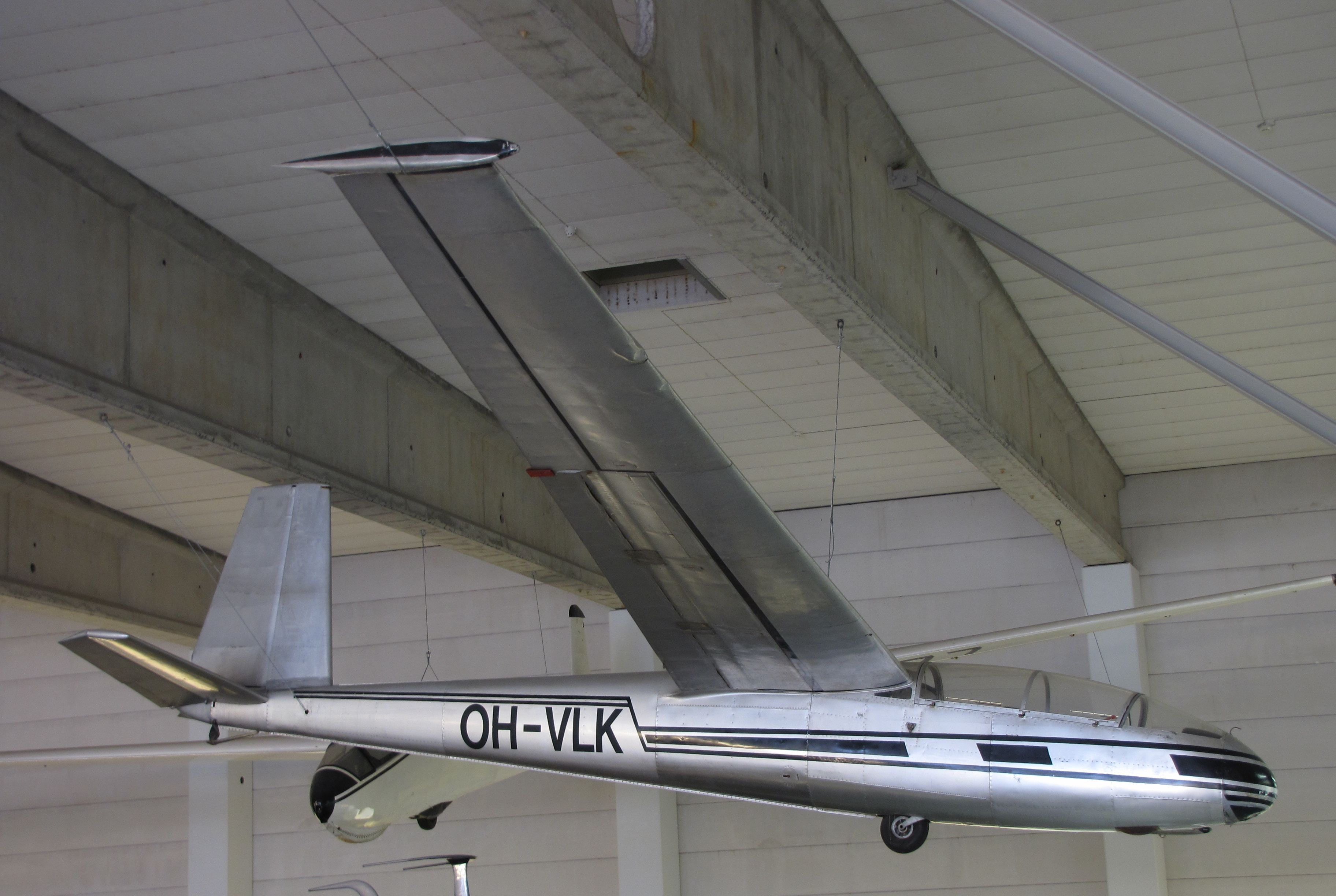
finský L-13 Blaník (OH-VLK)

Blaník je dvoumístný celokovový hornoplošný větroň. Většina částí je vyrobena z duralového plechu, potah je připevněn pomocí nýtů.

### Křídlo
Křídlo je samonosné, dvoudílné, celokovové. Má negativní šípovitost 5 ° na 25 % tětivy a laminární profil NACA 63_2A-615 u kořene křídla a NACA 63_2A-612 na koncích. Jeho náběžná část tvoří s hlavním nosníkem (umístěným ve 40 % hloubky) torzní skříň. Před vztlakovou klapkou a křidélkem je plech tvořící zavětrání křídla. Mezi náběžnou hranou a hlavním nosníkem je přední pomocný závěs. Jednonosníkové křídlo je vyrobeno z duralových plechů vyztužených žebry a podélnými výztuhami. Nosník má pásy z tažených a plechových duralových profilů a plechovou stojinu. Každá polovina křídla je zavěšena na trup ve třech bodech a spojení zabezpečuje vždy jeden hlavní svislý čep a jeden vodorovný čep předního závěsu. Křídlo je opatřeno Fowlerovými vztlakovými klapkami. Náběžná část vztlakových klapek je potažena plechem, kovová kostra odtokové části je potažena plátnem. Rozpětí klapky je 4,21 m, plocha 3,95 m², optimální výchylka klapky při startu činí 5°, plná výchylka při přistání byla u prvních Blaníků 10 °, u větroňů vyráběných od roku 1961 činí 8 °. Brzdící klapky typu DFS jsou za hlavním nosníkem a mají rozpětí 1,35 m a plochu 0,65 m². Křidélka jsou uchycena vždy ve třech závěsech a jejich horní strana mírně vystupuje z obrysu profilu křídla. Náběžná část křidélek je potažena plechem, kovová kostra odtokové části je podobně jako u vztlakových klapek potažena plátnem. Rozpětí křidélek je 3,40 m, plocha 2,31 m², výchylka nahoru činí až 34 °, dolů 13 ° (+2 °). Křídla zakončují okrajová kapkovitá vřetena.

### Trup

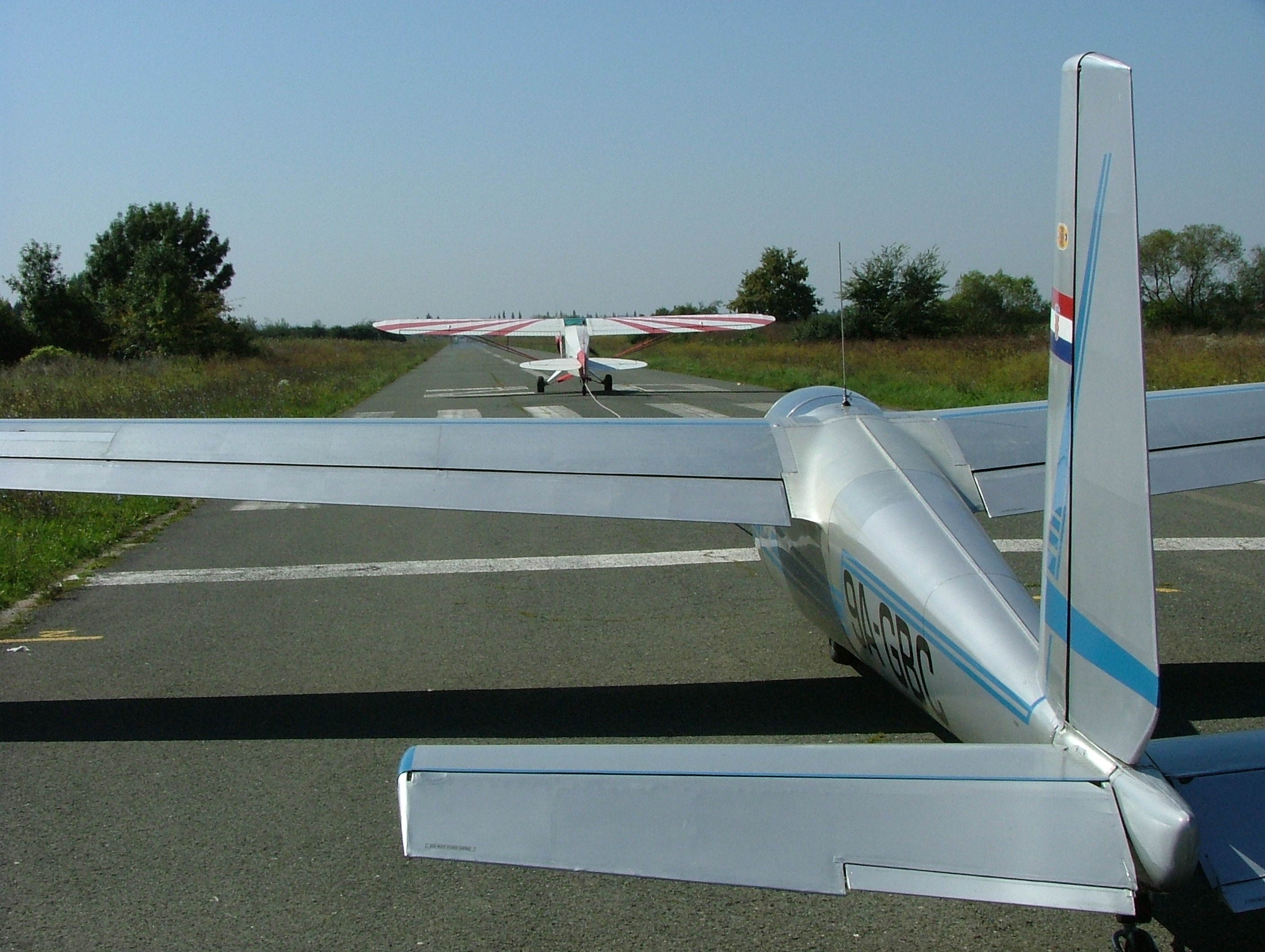
L-13 Blaník (9A-GBC) na startu za vlečnou

Trup oválného průřezu poloskořepinové konstrukce je rozdělen na dvě stavební skupiny – přední část (do přepážky číslo 6) a zadní část (od přepážky číslo 6 do konce trupu). Kostra přední části je sestavena z přepážek a podélníků lisovaných z duralového plechu. Táhla nožního řízení a torzní trubka ručního řízení jsou zde vedeny pod podlahou prostoru pro posádku v jednom z kanálů tvořených dvěma nosníky. Prostor pro posádku je pod průhledným překrytem, který je složený z pevného štítu, do boku odklopném krytu a z pevného zadního zákrytu. Pod přední částí na „břiše“ trupu je kapkovitý výčnělek, který chrání přední řízení větroně, které konstrukčně vystupuje z obrysu trupu. V předním i zadním pilotním prostoru jsou obdobně vybavené přístrojové desky. Jejich standardní osazení tvoří rychloměr, výškoměr, variometr ±5 m a variometr do ±30 m nebo ±15 m, kompas a elektronický zatáčkoměr kombinovaný s příčným sklonoměrem. K podlaze předního pilotního prostoru je většinou uchycena radiostanice. Sedačky pilotů tvoří rám ze svařených ocelových trubek potažený plachtovinou a sedadlové polštáře potažené plátnem a koženkou. Zadní část trupu je sestavena ze dvou plechových duralových skořepin, vyztužených přepážkami a spojených v podélné ose větroně nýtovými švy.

### Vodorovné a svislé ocasní plochy
L-13 Blaník je na rozdíl od jeho nástupce Let L-23 Super Blaník vybaven klasickým uspořádáním ocasních ploch. Výškové i směrové kormidlo je stejně jako křidélka a vztlakové klapky potaženo plátnem. Stabilizátor (nepohyblivá část vodorovné ocasní plochy) je z duralového plechu. Výškové kormidlo je vybaveno vyvažovací ploškou ovladatelnou z kabiny.
Ocasní plochy mají celokovovou konstrukci. Kormidla jsou potažena plátnem, kýlová plocha a stabilizátor plechem. Vodorovné ocasní plochy jsou při transportu sklopné, kýlová plocha je pevně spojená s trupem. Rozpětí vodorovné ocasní plochy je 3,45 m, plocha 2,66 m², úhel seřízení -3 °, úhel vzepětí 5 °. Výchylka výškového kormidla nahoru je až 32 ° (+2 °), dolů 25 ° (±1 °). Výška svislé ocasní plochy je 1,64 m, plocha 1,61 m², výchylka na obě strany je 30 ° (±1 °). Vyvažovací ploška výškového kormidla má největší výchylky – nahoru 12 ° (+1 °) a dolů 35 ° (±1 °)

## Varianty

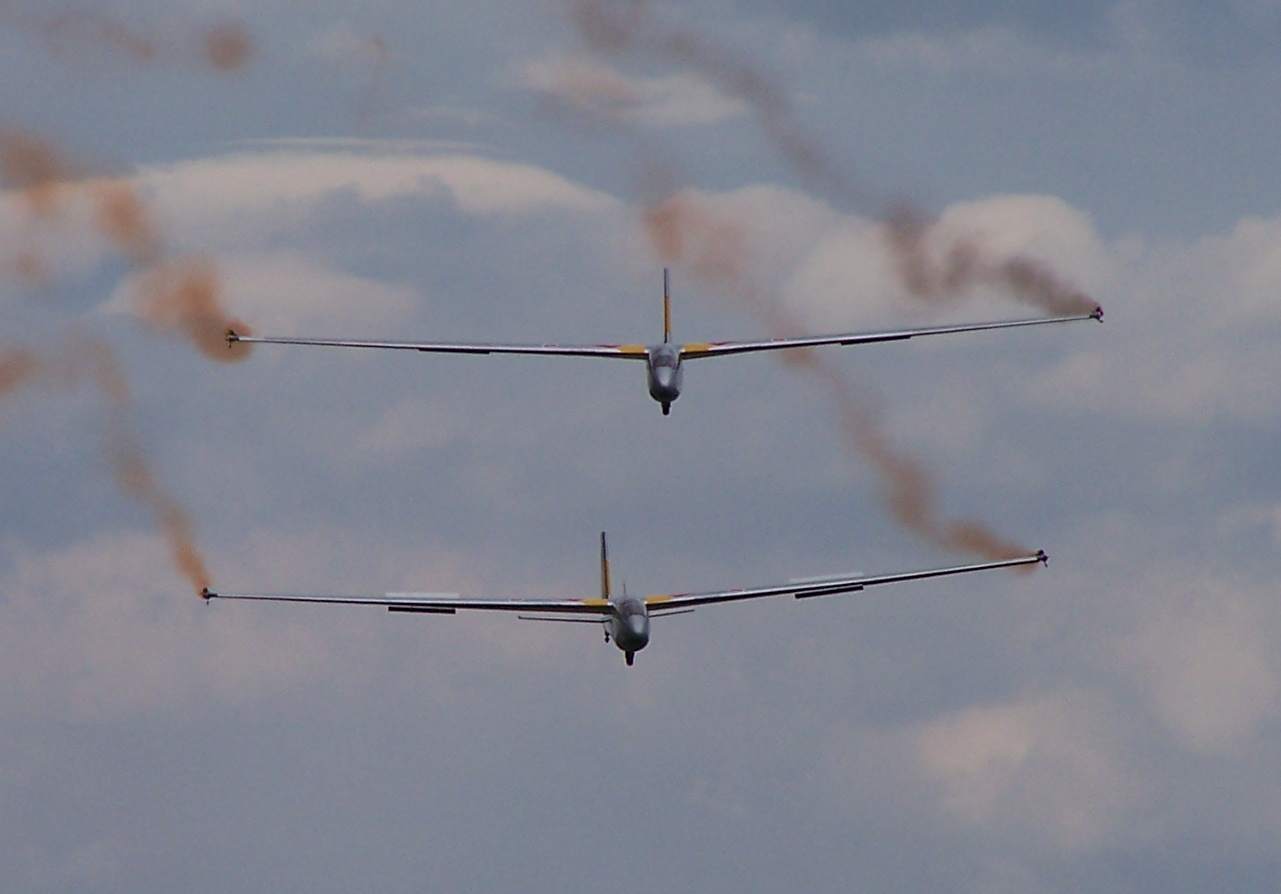
Dvojice L-13 s vysunutými brzdícími klapkami, pohled zepředu

- L-23 Super Blaník je modernizovanou verzí L-13. Nejvíce patrnou změnou je uspořádání ocasních ploch do T (hlavní výhodou této změny je snížení rizika poškození kluzáku při přistání do vyššího porostu). Křídla, nejsou zakončena duralovými vřeteny, ale mají koncové oblouky z laminátu. Oproti L-13 není L-23 vybaven vztlakovými klapkami (Jejich účinnost je u L-13 malá, je jimi vybaven hlavně z výcvikových důvodů).
- L-13 AC Blaník je verze určená pro akrobacii. Oproti L-13 má kratší křídlo se zesíleným nosníkem. Přední část trupu (po 6. přepážku) pochází z L-23 a zadní část trupu včetně ocasních ploch pochází z L-13. Ocasní plochy jsou mírně modifikovány vůči L-13. Zesílení trupu v oblasti závěsů stabilizátorů a kýlová plocha je na trup uchycena dvěma závěsy.
- L-13 SW (SE) Vivat je turistický motorizovaný kluzák (TMG). Křídlo a zadní část trupu jsou až na detaily stejné jako u L-13. Centroplán a kabinu tvoří příhradová konstrukce, potažená laminátem. Jako motor je použit čtyřválcový, invertní, vzduchem chlazený Walter Mikron IIIA(AE). Dvoučlenná posádka sedí vedle sebe. Verze SE je novější a má navíc elektrický startér motoru a účinnější tlumič výfuku. Vzniklo i několik verzí SL s motorem Limbach; SEH s vrtulí Hoffman; SDM a SDL s pevným podvozkem (motory Mikron a Limbach).
- SL-2P je dvoutrupová verze určená jako létající laboratoř pro testování laminárních profilů.
- L-13 B Bačostroj je jednomístný motorizovaný kluzák zrealizovaný Mojmírem Bačou. Místo předního sedadla je instalován motor Walter Mikron IIIA, 48 kW, má překonstruovaný (zvýšený) hlavní podvozek (kvůli vrtuli V-218) a ostruhové kolo je použito z L-13 SE. Vyroben jeden kus imatrikulace OK-8902 zalétaný 23. března 1979 Jaromírem Pukem. Létá ve Slováckém aeroklubu Kunovice.
- L-13 TJ (OK-1840, OK-3801) [2] je jednomístný experimentální kluzák poháněný proudovým motorem TJ100C respektive TJ100A se vzletovým tahem 1,0 kN z První brněnské strojírny Velká Bíteš[3].
- L-13 J je motorizovaný kluzák s motorem Jawa M-150 na pylonu nad trupem. Vyrobeny 3 kusy.

## Dochované kusy
- Prototyp kluzáku XL-13 Blaník (výrobní číslo 02) získal roku 2013 bezplatně Vojenský historický ústav od Aeroklubu Beroun. Kluzák byl uložen do depozitáře v Praze-Kbelích.[4]

## Specifikace

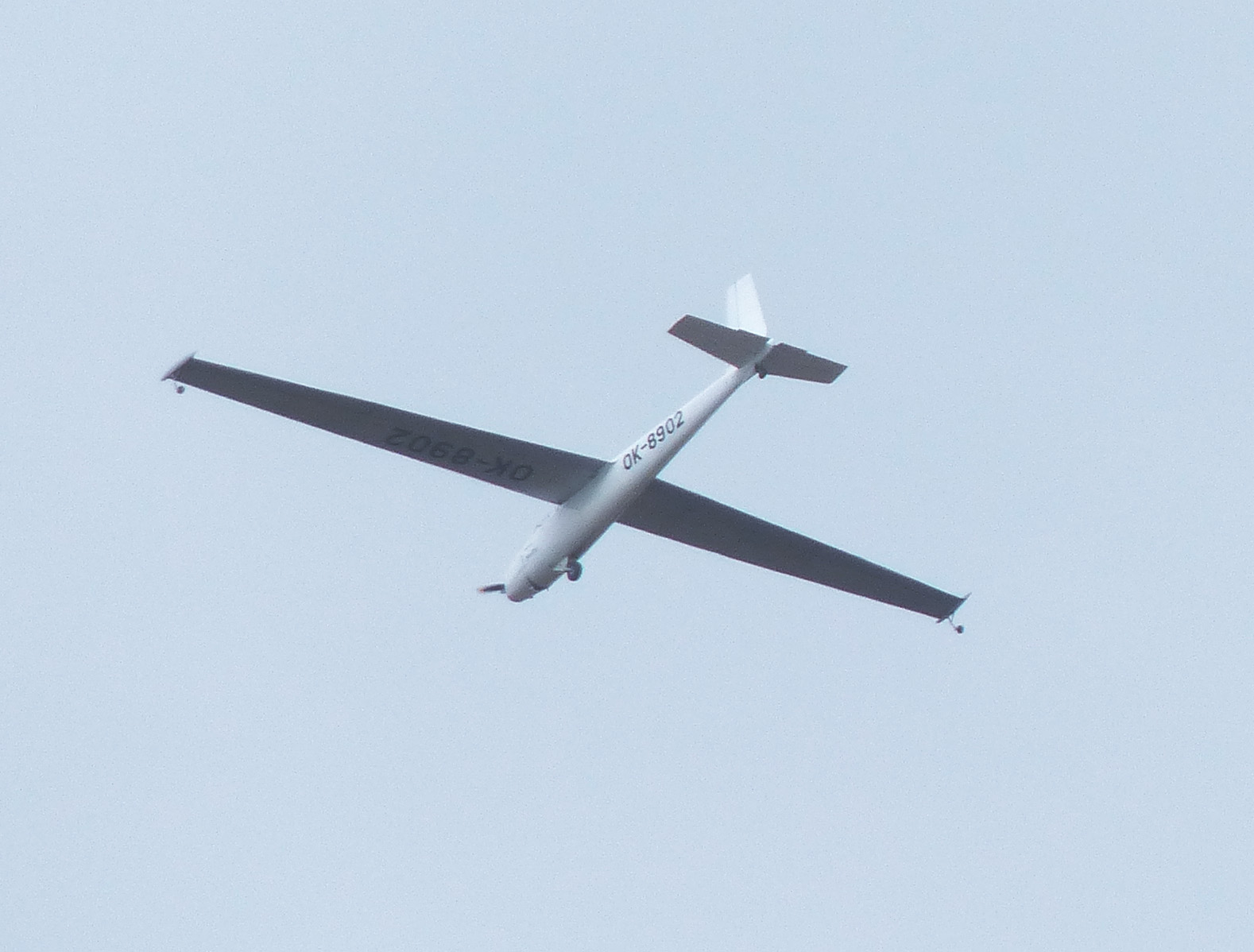
L-13 B "Bačostroj"

### Technické údaje
- Posádka: 2 osoby
- Délka: 8,4 m
- Výška: 2,05 m
- Rozpětí: 16,2 m
- Plocha křídla: 19,15 m²
- Prázdná hmotnost: 303 kg
- Maximální vzletová hmotnost: 500 kg
- Plošné zatížení: 19–26 kg/m²
- Štíhlost: 13,7

### Výkony
- Maximální rychlost: 253 km/h
- Maximální rychlost v poryvu: 145 km/h
- Pádová rychlost: 55 km/h při hmotnosti 500 kg
- Minimální opadání: cca 0,82 m/s při rychlosti 77 km/h a hmotnosti 500 kg
- Klouzavost: 28:1 při rychlosti 80 km/h a hmotnosti 500 kg
- Provozní násobky: +5,12 G, -2,65 G, hmotnost do 400 kg; +5 G, -2,5 G, hmotnost do 500 kg